# Sandvik, Jönköpings kommun
Sandvik är en bebyggelse vid norra stranden av Landsjön nordost om Jönköping i Jönköpings kommun.  Bebyggelsen klassades från 2020  till 2023  som en småort.